# Rytmi-Pojat
Rytmi-Pojat var en finländsk jazzorkester verksam mellan 1934 och 1938. Orkestern dirigerades av kapellmästare Eugen Malmstén och uppnådde stor popularitet i Finland på 1930-talet. 

## Bakgrund
Rytmi-Pojat bildades 1934 under namnet Rytmi Radio-Pojat och fungerade inledningsvis som Rundradions dansorkester. Som högst ingick 11 musiker, inklusive pianisten Robert von Essen, altsaxofonisterna Aku Wittenberg och Olle Larsson, tenorsaxofonisterna Rolf Ljunglin och Eddie Rönnqvist, trombonisten Torsten Melander, trummisen Sven Grönholm, trumpetarna Sulo Alatalo och Niku Voutilainen, gitarristen Leo Adamson och basisten Sigismund Wittenberg. von Essen hade varit pianist i jazzorkestern Zamba och Leo Adamson var före detta gitarrist på oceanångaren Andania. Som manager fungerade affärsmannen Cecil Backmansson. I likhet med The Mills Brothers kunde Rytmi-Pojat uppträda som trio, då kallad Rytmi-Kolmoset, bestående av Grönholm, Melander och Malmstén.
Hemmascenen var restaurang Fennia i Helsingfors. Emellertid gjorde orkestern turnéer på landsbygden, men jazzgenren var ännu inte populär hos den finska allmogen och gruppen hade svårt att konkurrera med Dallapé. Icke desto mindre betraktades Rytmi-Pojat som en av decenniets modernaste och skickligaste finska orkestrar och landets främsta jazzmusiker utgjorde truppen. Detta inverkade på att Rytmi-Pojat betraktades som Finlands motsvarighet till Benny Goodmans.
I slutet av 1930-talet fungerade Rytmi-Pojat som studioorkester på Columbias finska filial och fick därigenom medverka vid hundratals grammofoninspelningar, varav åtskilliga med Eugen Malmstén och Matti Jurva som solister. Inspelningsresor företogs 1936 till England och Sverige. Av skivorna märks särskilt Hei hulinaa Helsinki och Broadway Rhythm, vilka visar prov på gruppens fallenhet för swing och improvisationer. Klaus Salmis orkester Ramblers framträdde som en samtida konkurrent till Rytmi-Pojat och likheter föreligger dem emellan beträffande den inspelade repertoaren; liksom Malmstén fick Salmi i brist på alternativ agera solist och skivan Muistan sua, Elaine är Ramblers bidrag till den finska jazzens begynnelse.
Rytmi-Pojat upplöstes 1938 och Malmstén fortsatte som grammofonsångare på egen hand. 1936 producerade Suomi-Filmi en reklamfilm där Rytmi-Pojat medverkar och framför tre nummer med Malmstén som solist.